# Parathalestris areolata
Parathalestris areolata is een eenoogkreeftjessoort uit de familie van de Thalestridae. De wetenschappelijke naam van de soort is voor het eerst geldig gepubliceerd in 1972 door ItôTat.